# Mine de Highland Valley
 (mars 2025).
La mine de Highland Valley est une mine à ciel ouvert de cuivre et de molybdène située en Colombie-Britannique au Canada. Elle appartient à Teck Resources. Elle est composée de plusieurs sites adjacents.